# Trois augustes et cinq empereurs
 (signalé en mai 2025).
Si vous disposez d'ouvrages ou d'articles de référence ou si vous connaissez des sites web de qualité traitant du thème abordé ici, merci de compléter l'article en donnant les références utiles à sa vérifiabilité et en les liant à la section « Notes et références ».
- Archive Wikiwix
- Bing
- Cairn
- DuckDuckGo
- E. Universalis
- Gallica
- Google
- G. Books
- G. News
- G. Scholar
- Persée
- Qwant
- (zh) Baidu
- (ru) Yandex
- (wd) trouver des œuvres sur Wikidata

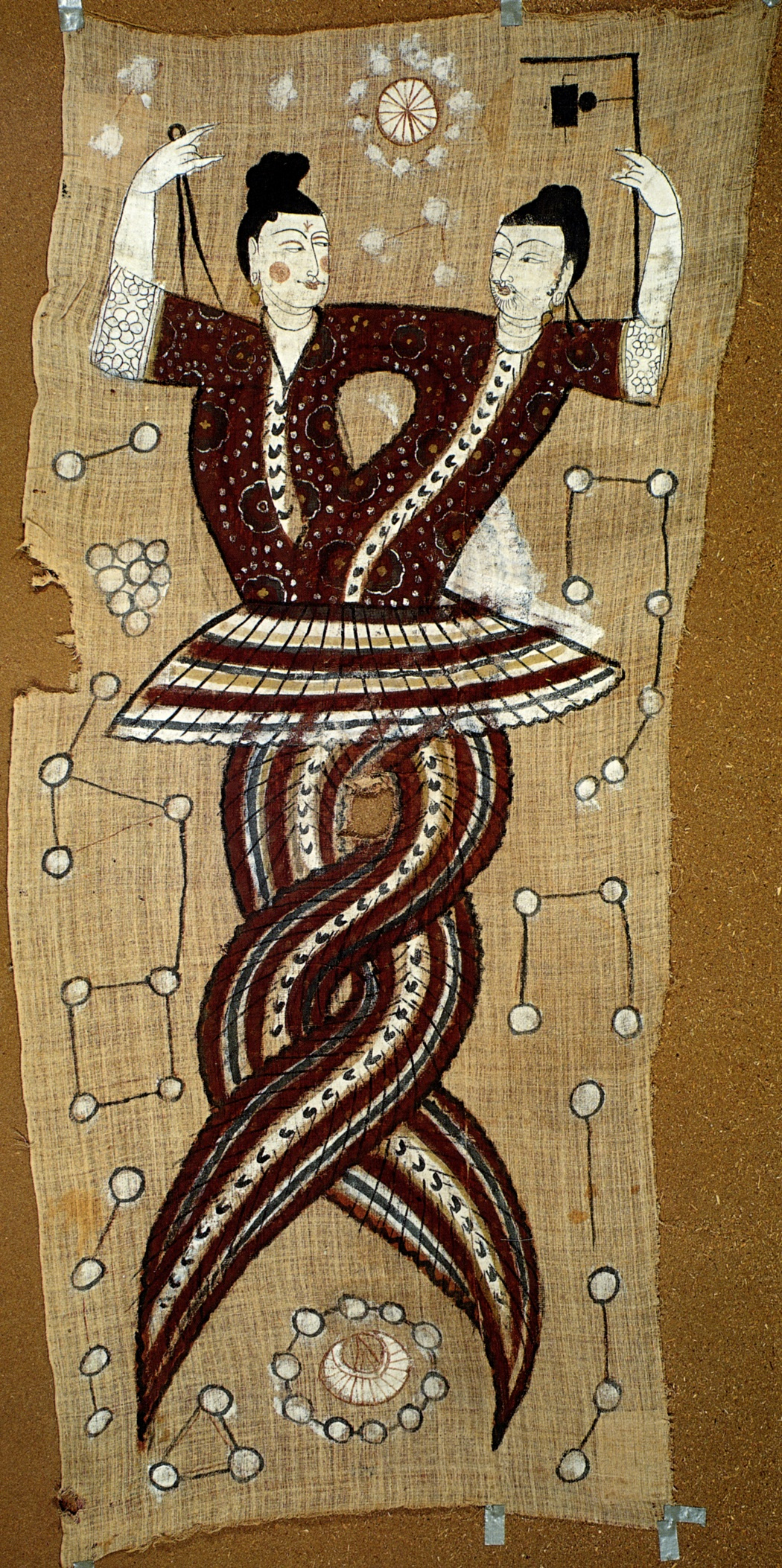
Nǚwā tenant le compas et son frère Fúxī l’équerre – fouilles archéologiques au Xinjiang.

Les trois augustes et les cinq empereurs (三皇五帝, pinyin : sān huáng wǔ dì) sont les dieux et rois légendaires qui auraient régné en Chine avant la dynastie Xia.
Les sinogrammes peuvent signifier :
- 三 (sān) désigne le chiffre « trois »
- 皇 (huáng) désigne l'idée « empereur/dieu »

on retrouve 王 désignant le « roi » avec la clef 白 désignant le « blanc », la « pureté », la « clarté », originellement 自 désignant « soi-même »
- 五 (wǔ) désigne le chiffre « cinq »
- 帝 (dì) désigne l'idée « roi/dieu »

avec 上 désignant le « haut », le « supérieur » et 朿 cì au rôle phonétique
Les titres huáng et dì, traduits habituellement par « auguste » et « empereur », ont pu à l’origine être réservés aux divinités, car ils ne désignent pas les souverains historiques dans les textes antérieurs à l'empire ; ceux-ci sont appelés wáng (roi, 王), gōng (duc, 公) etc. Qin Shi Huangdi fut le premier à les combiner pour former huángdì (皇帝), « empereur », repris par la suite par tous les souverains chinois.
Les trois augustes et les cinq empereurs appartiennent à une mythologie à laquelle bien peu de Chinois croient actuellement, mais de grands historiens comme Sima Qian l'ont évoquée aussi sérieusement que des faits réels. Ils sont connus par des mentions fragmentaires et parfois contradictoires dans les textes de l’antiquité et surtout des ouvrages de l’époque Hàn. Les historiens modernes pensent qu’ils sont le résultat de la fusion de personnes réelles, anciens chefs d’ethnies, et de personnages mythologiques. Ils sont représentés comme des civilisateurs utilisant leur sagesse et leurs pouvoirs dans le but d'améliorer la vie des hommes. Certains sont devenus à partir des Hàn des dieux taoïstes (Huángdì et dans une moindre mesure Fúxī, Nǚwā et Shénnóng). Huangdi a été choisi comme modèle du souverain idéal par le courant philosophique huanglao né pendant les Royaumes combattants.
Bien que les sources s’accordent sur l’antériorité des trois augustes par rapport aux cinq empereurs, elles proposent des versions différentes de chaque groupe.

## Les trois augustes
Selon la légende, le monde chinois serait né d'un œuf. De son éclosion serait né le ciel rond, la terre carrée et un géant nommé Pangu, accompagné d'un dragon, d'un phénix, d'une licorne et d'une tortue. Lorsque Pangu mourut, de ses yeux seraient nés le soleil et la lune, de son sang l'eau des rivières et des mers, de son souffle, le vent et les nuages et de sa voix le tonnerre. Enfin, de ses parasites seraient nés les ancêtres des êtres humains dont 3 ancêtres aux pouvoirs surnaturels : les trois augustes.
Dans le chapitre Augustes et Hégémons de son Traité des coutumes (Fengsutong-Huangbapian 風俗通-皇霸篇), Ying Shao (應劭) des Han orientaux récapitule les différentes listes des trois augustes :　　
Selon les chapitres Yùndǒushù (運斗樞) et Yuánmìngbāo (元命苞) des Annales des Printemps et des Automnes, ainsi que la version du Shiji « rectifiée » par Sima Zhen (司馬貞) de la dynastie Tang, ce sont Fuxi, Nuwa et Shennong.
- Fúxī (伏羲), qui possédait une tête humaine, un corps d'animal et une queue de serpent ; il était censé avoir inventé les fondements de l'écriture chinoise, le calendrier, l'utilisation des métaux et aurait organisé l'élevage, la pêche et la construction des maisons (-2852/-2820). Il peut prendre l'apparence d'un homme, d'un serpent, d'une tortue ou d'un dragon.
- Nǚwā (女媧/女娲), sa sœur, qui aurait réparé le ciel à la suite de la guerre entre Gònggōng (共工) dieu des eaux et Zhùróng (祝融) dieu du feu. Elle aurait aussi créé l'humanité en modelant des statuettes d'argile. Elle peut prendre toutes les apparences possibles.
- Shénnóng (神農 / 神农) (le Divin Laboureur) aurait inventé l'agriculture/la charrue, découvert les plantes médicinales et le thé (-2820/-2798).

### Autres listes
- Suiren (燧人) Fuxi, Shennong.

Cette version, qui a l’approbation de Ying Shao, est proposée par le Shangshu dazhuan (尚書大傳), commentaire Han du Classique des documents, le Baihu tongyi (白虎通義) de Ban Gu, le chapitre Hanwenjia (禮含文嘉) du commentaire ésotérique du Liji (époque Han).
- Fuxi, Zhurong, Shennong.

Cette version se trouve dans le chapitre Yiji du Liji (禮記-諡記) et le Baihu tongyi qui propose deux choix.
- Fuxi, Shennong, Huangdi

Version proposée par Kong Anguo (孔安國) des Han dans sa préface du Classique des documents et par Huang Fumi (皇甫謐) des Jin occidentaux dans son Histoire des empereurs et des rois (Diwang shiji 帝王世紀).
- Fuxi, Shennong, Gonggong
- Augustes du ciel, de la terre et de l’homme (respectivement : tianhuang 天皇, dihuang 地皇, renhuang 人皇 ou taihuang 泰皇) qui régnèrent respectivement 18 000, 11 000 et 45 600 ans.

Version du Shiji. Certaines écoles taoïstes imagineront neuf augustes, trois originels, trois moyens, trois postérieurs, ces derniers étant Fuxi, Nüwa et Shennong.
Fúxī et Nǚwā sont parfois considérés comme des symboles du yáng (principe mâle) et du yīn (principe femelle).

## Les cinq empereurs
Les cinq empereurs (Di) étaient des dirigeants légendaires moralement irréprochables.
La version la plus courante est celle du Shiji（史記）, du Shiben (世本) et du Dadaiji (大戴記) (une des versions du Liji) :
- Huángdì (黄帝) (-2698/-2597), l'empereur jaune, le plus connu, qui aurait, entre autres, mis en place l'administration chinoise, développé l'écriture, inventé l'acupuncture
- Zhuanxu (颛顼) (-2597/-2435)
- Ku (帝喾) (-2435/-2357)
- Yáo (堯/尧) (-2357/-2255)
- Shùn (舜) (-2255/-2205)

Par la suite, Yǔ le Grand (大禹, Dà Yǔ) fut le fondateur légendaire de la dynastie Xia, qui aurait réussi à contrôler les crues du fleuve grâce à un système de canaux.

### Autres listes
- Shaohao, Zhuanxu, Ku, Yao, Shun.

Version donnée par Kong Anguo (孔安國) des Han dans sa préface du Classique des documents et Huang Fumi (皇甫謐) des Jin occidentaux dans l'Histoire des empereurs et des rois (帝王世紀)
- Taihao (太昊/太皞), Yandi (炎帝) (ou Chidi (赤帝), empereur rouge), Huangdi, Shaohao (少昊/少皞), Zhuanxu.

Cette version est proposée dans le chapitre Calendrier du Liji (禮記‧月令) et par Wang Yi (王逸) des Han orientaux dans son commentaire du chapitre Xiyong des Chants de Chu (楚辭‧惜誦) ; il y lie chaque empereur à un point cardinal, selon la théorie des cinq éléments ; dans l’ordre : Est-Sud-Centre-Ouest-Nord
- Huangdi, Shaohao, Zhuanxu, Ku, Yao
- Fuxi, Shennong, Huangdi, Yao, Shun

Note : il ne faut pas confondre Huángdì 黄帝 « l'empereur jaune » (XXVIe siècle av. J.-C.) avec Huángdì 皇帝 qui signifie « empereur » et qui a été utilisé pour la première fois par Qin Shi Huangdi au IIIe siècle av. J.-C.